# Myriangium dolichosporum
Myriangium dolichosporum är en svampart som beskrevs av F. Wilson 1889. Myriangium dolichosporum ingår i släktet Myriangium och familjen Myriangiaceae.   Inga underarter finns listade i Catalogue of Life.